# NK Portorož Piran
Nogometni klub Portorož Piran (tiếng Việt: Câu lạc bộ bóng đá Portorož Piran), thường hay gọi NK Portorož Piran hoặc đơn giản Portorož Piran, là một câu lạc bộ bóng đá Slovenia đến từ Piran. Câu lạc bộ được thành lập năm 1998. Câu lạc bộ không được xem là kế vị hợp pháp của NK Piran và thống kê cũng như danh hiệu của hai câu lạc bộ sẽ tách biệt theo Hiệp hội bóng đá Slovenia. Câu lạc bộ thi đấu trên sân nhà Sân vận động Pod Obzidjem.

## Danh hiệu
- Giải bóng đá hạng tư quốc gia Slovenia: 2

2005-06, 2009-10